# Mérenrê II
Mérenrê II Nemtyemsaf II (peut-être appelé par erreur Mérenrê) est le sixième roi de la VIe dynastie pendant l'Ancien Empire. Il succède à son père Pépi II et précède le roi Netjerkarê qui est peut-être à assimiler à l'hypothétique reine Nitocris. Il règne brièvement vers -2152, pendant la transition de l'Ancien Empire vers la Première Période intermédiaire.

## Famille
Nemtyemsaf est fils de Pépi II et de la reine Neith. L'un de ses demi-frères, Néferkarê Neby, fut roi. Nebkaouhor-Idou et Ptahchepsès sont les noms de deux fils royaux de la fin de la VIe dynastie, il s'agit donc peut-être de deux demi-frères de Nemtyemsaf. On ne connaît rien des épouses et des enfants de Nemtyemsaf. De plus, la relation familiale entre Nemtyemsaf et les rois suivant de la VIIe dynastie est inconnue.

## Attestations

### Sources contemporaines
Il n'y a que deux monuments contemporains du vivant de Nemtyemsaf qui peuvent lui être attribués avec certitude. Le premier est une fausse porte détruite qui a été trouvée à proximité de la pyramide royale de Neith à Saqqarah. Cette fausse porte date de l'époque où Nemtyemsaf n'était encore qu'un prince. En effet, il y est inscrit Sa-nesou semsou Nemtyemsaf, ce qui signifie Le fils aîné du roi, Nemtyemsaf.
L'autre document est le seul qui puisse être attribué avec certitude à une époque postérieure à son accession au trône : il s'agit d'un décret portant sur le sacerdoce des mères royales Ânkhésenpépi Ire et Neith, décret trouvé dans le temple funéraire de la Pyramide de Neith,.
D'après Silke Roth, un troisième document pourrait lui être attribué. Il s'agit d'un fragment en relief du temple funéraire de Neith, qui a probablement été modifié plus tard et qui porte un nom de Nesout-bity fortement détruit.

### Sources ramessides
Des trois listes royales ramessides, seule la liste d'Abydos le cite explicitement sous le nom de Mérenrê-Djéfaemsaf et comme successeur de Pépi II.
Le Canon royal de Turin est endommagé au niveau où sont inscrits les noms de tous les rois de la VIe dynastie mais à la quatrième colonne, sixième ligne, c'est-à-dire là où devrait se trouver le nom de Mérenrê Nemtyemsaf, la durée du règne inscrite est d'un an et un mois, ce qui est concordant avec le peu de traces de ce roi dans les sources contemporaines, typique d'un règne bref. La table de Saqqarah ne le cite pas, en effet la liste passe directement de Pépi II aux rois du Moyen Empire, occultant complètement la fin de la VIe dynastie et la Première Période intermédiaire.

### Sources grecques
Selon une tradition légendaire de l'historien grec Hérodote du Ve siècle avant notre ère, Nemtyemsaf fut assassiné par le peuple égyptien. Sa sœur et successeur, Nitocris, a ensuite vengé sa mort et s'est suicidé. Il est difficile de savoir si certaines parties de cette histoire sont fondées sur des faits. Au moins l'existence d'une reine Nitocris peut entre-temps être considérée comme réfutée, puisque sur le Canon royal de Turin le roi nommé comme successeur de Nemtyemsaf est nommé Neitiquerty Siptah, Siptah étant un nom uniquement masculin et Neitiquerty rappelle Netjerkarê qui est le nom inscrit également comme successeur de Nemtyemsaf dans la Liste d'Abydos.
Manéthon, prêtre égyptien écrivant en grec et vivant au IIIe siècle avant notre ère, le nomme Menthesouphis et ne lui donne qu'un an de règne.

## Noms du roi
Le roi portait le nom propre Nemtyemsaf (ou Antyemsaf) signifiant (Le Dieu) Nemty est sa protection (ou (Le Dieu) Anty est sa protection), tout comme son grand-père Mérenrê Ier. Il portait déjà le titre de prince héritier, qui est documenté par la désignation Sa-nesou semsou Nemtyemsaf (Fils aîné du Roi, Nemtyemsaf) sur le fragment de la fausse porte provenant de la pyramide de Neith.
Dans la littérature scientifique, il est généralement numéroté Nemtyemsaf II/Antyemsaf II afin de le distinguer de son grand-père Mérenrê Ier, qui portait le même nom de Sa-Rê. On ne sait pas si Nemtyemsaf portait aussi le nom de Nesout-bity Mérenrê (L'aimé de Rê). On ne dispose d'aucune preuve contemporaine à cet égard. Seule la liste d'Abydos, datant de Séthi Ier, le nomme Mérenrê-Djéfaemsaf (altération de Mérenrê-Nemtyemsaf). Cependant, selon l'opinion dominante des égyptologues, il s'agit probablement de l'erreur de copie d'un scribe. Néanmoins, il est répertorié dans la littérature spécialisée sous le nom de Mérenrê II Nemtyemsaf II.
Selon la lecture par Silke Roth du fragment en relief du temple funéraire de Neith, le nom de Nesout-bity du roi pourrait avoir été Ânkhkarê. Il pourrait donc être identique à un roi connu seulement par une lettre d'Éléphantine (Papyrus Berlin 10523), dont le nom de Nesout-bity est lu comme Ânkhkarê ou Sekhemkarê,. Cependant, comme le nom de Nesout-bity sur le fragment en relief, en plus d'être fortement abîmé rendant la lecture très hypothétique, n'a pas de lien direct avec Neith ou avec Nemtyemsaf, l'association de ce nom de Nesout-bity avec le nom de Sa-Rê Nemtyemsaf ne reste d'une hypothèse fragile pour le moment.
Sur le décret du culte du temple funéraire de Neith, outre un reste complètement illisible d'un nom de Nesout-bity, le reste d'un nom d'Horus est conservé, qui peut être lu comme Se-...-taoui (Les deux pays...),.

## Règne
Nemtyemsaf ne régna que très brièvement. Sur le Canon royal de Turin, seulement un an et un mois sont donnés pour ce roi. Le prêtre égyptien Manéthon ne lui donne qu'un an. Cette information est généralement acceptée dans la recherche. Nemtyemsaf devait être un homme âgé lorsqu'il a succédé à son père Pépi II sur le trône après son très long règne. Selon Christian Jacq, il accède au trône dans une période de trouble et d’agitation, s'ajoutent à cela des mauvaises crues, une invasion de tribus bédouines de plus en plus importante, la montée en puissance de chefs de nome. Ce pharaon n'a pas réussi à consolider à nouveau l'Ancien Empire en dissolution, le pouvoir des princes était probablement devenu trop grand. En dehors de la publication d'un décret de culte pour le sacerdoce d'Ânkhésenpépi Ire et de sa mère Neith, aucun détail de son règne n'est connu. 

## Sépulture
Il n'y a aucune preuve que la construction d'une pyramide royale ait commencé. Cependant, s'il existait néanmoins une tombe, son emplacement serait probablement proche de la pyramide de Pépi II à Saqqarah.